# Дедов, Пётр Павлович
Пётр Па́влович Де́дов (5 февраля 1933 — 17 июля 2013) — российский писатель.

## Биография
Пётр Павлович Дедов родился 5 февраля 1933 года в крестьянской семье в селе Новоключи.
После окончания школы поступил в Новосибирский педагогический институт, на филологический факультет. В 1957 году закончил обучение, после чего уехал в Москву, где окончил факультет журналистики Центральной комсомольской школы при ЦК ВЛКСМ.
Первая книга, сборник рассказов о сельской жизни, была издана в 1970 году.
Работал в газетах «Советская Сибирь», «Водный транспорт», «Молодость Сибири» и в АПН.
Жена — Ольга Григорьевна (1941—2023). Сын Петра Дедова — известный автор и исполнитель русского шансона Сергей Любавин. Второй сын, Александр, трагически погиб в 1990-х годах.
Скончался 17 июля 2013 года. Похоронен на Заельцовском кладбище Новосибирска (квартал 103)
Библиотека родного села писателя Новоключи Купинского района ещё при жизни П. П. Дедова получила его имя.
С 2014 года в Новосибирской области проводится ежегодный литературно-публицистический фестиваль «Дедовские чтения», посвящённый памяти сибирского писателя.

## Литературные труды
- Алый свет зари (1987)
- Берёзовая ёлка (1977)
- К солнцу незакатному (1970)
- Между сколом и корой
- Моя голубая весна
- Русская доля
- Светозары (1987—1994)
- Сказание о Майке Парусе
- Сполохи
- Страда (1984)
- Чалдония

## Награды и премии
- победитель конкурса Союза писателей СССР за лучшее произведение о крестьянстве
- лауреат премии имени Н. Г. Гарина-Михайловского[3]
- лауреат конкурса «Лица 2008 года» — «50 самых профессиональных людей года» в номинации «Писатель года»[4]
- лауреат премии им. М. Шолохова, 2013 г.